# Miksa Weiss
Miksa (ou Max) Weiss (né le 21 juillet 1857 à Szered, Royaume de Hongrie, aujourd'hui Sereď en Slovaquie ; mort le 14 mars 1927 à Vienne) est un joueur d'échecs austro-hongrois qui fut un des meilleurs joueurs du monde de 1885 à 1896 et remporta le tournoi international de New York en 1889 (sixième congrès américain).
Miksa Weiss ne doit pas être confondu avec le problémiste d'échecs allemand Max Ignaz Weiss (1870–1943, auteur de recueils de problèmes de Sam Loyd et de William Shinkman) ni avec le problémiste autrichien Ottmar Weiss (1860–1942).

## Biographie et carrière
Miksa Weiss naquit à Szered, alors dans le Royaume de Hongrie. Il étudia les mathématiques à Vienne. À 23 ans, Weiss remporta le tournoi de Graz 1880 (ex æquo avec Minckwitz et Schwarz). En 1882, il termina dixième du tournoi de Vienne où il annula avec le vainqueur Wilhelm Steinitz et battit Johannes Zukertort. En 1883, il finit dixième (avec la moitié des points) au congrès allemand de Nuremberg, remporté par Szymon Winawer, puis il termina deuxième des congrès allemands de Hambourg 1885 (ex æquo avec Blackburne, Englisch, Mason et Tarrasch, quatrième congrès allemand remporté par Gunsberg) et de Francfort 1887 (cinquième congrès allemand remporté par Mackenzie devant Blackburne). En 1889, il remporta le congrès international américain de New York, ex æquo avec Tchigorine, puis le tournoi de Vienne 1890. En 1895, il finit deuxième à Vienne (derrière Carl Schlechter) et remporta un match contre Georg Marco (+5 −1 =1) et le tournoi de Vienne 1895-1896.
Après 1889, Weiss travailla comme banquier à la banque Rothschild. À partir de 1880, avec Carl Schlechter, il contribua à fonder l'école viennoise influencée par Wilhelm Steinitz, avec Wolf, Marco et Maroczy.